# Small Incision Lenticule Extraction
Die Small Incision Lenticule Extraction (SMILE), oder Kurzschnitt-Lentikelextraktion ist eine Methode der refraktiven Chirurgie, also ein operativer Eingriff am Auge, der eine Brille oder Kontaktlinse ersetzen soll.

## Grundlagen
Bei dieser Methode handelt es sich um eine Weiterentwicklung der bisher üblichen ReLEx flex-Operation. Das Lentikel (ein linsenförmiges Stück Gewebe) wird durch einen peripheren Schnitt entfernt, der die Vorderseite der Hornhaut des Auges größtenteils unangetastet belässt. Dieses Verfahren soll theoretisch die meisten sensiblen Nerven der Cornea schonen und biomechanische Reizung durch größere Eingriffe am Auge minimieren.
Bei ReLEx flex wird wie bei LASIK ein Lappen abgehoben, der die chirurgische Entfernung des Lentikels erlaubt. Im Unterschied dazu wird bei der SMILE-Methode lediglich ein kleiner Schnitt von 2 bis 4 mm Länge für die manuelle Entfernung des vorher abgetrennten Lentikels produziert.

## Unterschiede zu herkömmlichen Methoden
Die ReLEx-Methode ist gegenüber einem LASIK-Eingriff minimal invasiv. Der kritische Eingriff mittels Laser erfolgt nicht an freigelegtem Gewebe, sondern auf der intakten Cornea, wodurch das Risiko der Variabilität durch Laserablation minimiert wird. Zusätzlich hat die ReLEx SMILE-Methode einige theoretische Vorteile gegenüber der ReLEx flex-Methode:
- Geringere Traumata der Cornea
- Geringerer Sensibilitätsverlust durch Erhaltung der Innervation
- Größere postoperative biomechanische Belastbarkeit durch größtenteils intakte Oberfläche der Hornhaut

## Voraussetzungen
Mit der ReLEx-Methode lassen sich myope Fehlsichtigkeiten zwischen −2 und −10 Dioptrien und Hornhautverkrümmungen bis zu 5 Dioptrien korrigieren. Bei zu geringer Fehlsichtigkeit wäre das zu extrahierende Lentikel zu dünn und könnte reißen. Weitsichtigkeit kann mit der Methode nicht korrigiert werden, da hierzu die Extraktion eines konkaven Lentikels nötig wäre. Weitere Voraussetzungen für die Eignung zur ReLEx-SMILE Methode ist Volljährigkeit, kein Vorliegen von Schwangerschaft oder Stillzeit und keine Augenerkrankungen wie Grauer Star oder Grüner Star. Auch bei Menschen mit Allgemeinerkrankungen wie Diabetes oder Rheuma ist von einem solchen Eingriff abzuraten.

## Klinische Ergebnisse
Drei Monate nach der Operation beträgt die verbliebene Fehlsichtigkeit im Mittel zwischen −0,25 ± 0,44 Dioptrien. ReLEx SMILE ist eine sehr junge Methode, weshalb es noch keine Langzeitstudien gibt. In den ersten drei Monaten nach dem operativen Eingriff scheint es jedoch, ähnlich der Ergebnisse bei der ReLEx flex-Methode, zu keinen nennenswerten Veränderungen in der korrigierten Sehschärfe zu geben (−0,15 Dioptrien im ersten Monat).

## Komplikationen
Die Sicherheit der ReLEx SMILE ist mit der LASIK-Methode vergleichbar, obwohl die Genesungszeit in einigen Fällen verlängert sein kann.
Die häufigsten Komplikationen sind Tränen an der Schnittstelle und geringe Abrasionserscheinungen. Seltene Komplikationen sind Schwierigkeiten beim Entfernen des Lentikels, Verringerung der Saugkraft, Dezentralisierung und Perforation. Komplikationen, die durch das Abheben eines Flaps entstehen würden (Schmerzen, Empfindlichkeitsstörungen usw.), entfallen jedoch größtenteils.